# PSV Braunschweig
Der Polizeisportverein Braunschweig, kurz PSV Braunschweig, ist ein Sportverein aus Braunschweig in Niedersachsen. Der Verein umfasst 21 Abteilungen.

## Geschichte
Der PSV Braunschweig wurde am 2. Dezember 1921 als Sportverein der Schutzpolizei gegründet. Zunächst betrieb der Verein die Sportarten Fußball und Faustball, ab 1924 auch Leichtathletik, Handball und Schwimmen. 1926 erfolgte die Umbenennung in PolizeisportvereinBraunschweig, gleichzeitig wurde der Verein auch für Privatpersonen geöffnet.

## Judo
Die Judo-Abteilung des PSV wurde am 23. September 1953 gegründet. 1975 stieg die Herrenmannschaft des Vereins in die Judo-Bundesliga auf, 1990 gehörten die Damen, die zuvor bereits 1985 und 1988 die deutsche Meisterschaft gewonnen hatten, zu den Gründungsmitgliedern der Frauen-Bundesliga. 1996 zog sich der PSV aus finanziellen Gründen aus der Bundesliga zurück. Seit 2002 tritt man im Judo als SFV Europa e. V. im Polizei SV an.

### Erfolge (Mannschaft)
Männer
- Deutscher Vizemeister: 1981, 1982
- Niedersachsenmeister: 1974, 1975

Frauen
- Deutscher Meister: 1985, 1988

## Fußball
1952 stieg die Fußballmannschaft des PSV in die drittklassige Amateurliga Niedersachsen, Staffel IV auf. Nach zwei Jahren musste der Verein jedoch wieder absteigen, in der Folgezeit spielte man zumeist im unterklassigen Amateurfußball. In der Saison 2012/13 tritt der PSV in der 2. Kreisklasse Braunschweig, Staffel 2 an.

## Handball
Die Handballmannschaft des PSV ging 1982 eine Spielgemeinschaft mit dem MTV Braunschweig ein. In der Folgezeit spielte der MTV/PSV auch für zwei Saisons in der 2. Handball-Bundesliga, von 1987 bis 1989.

### Erfolge (Herren)
- Niedersachsenmeister: 1975, 1977[7]

## Bekannte Sportler
- André Breitbarth, Judo, Olympiateilnehmer
- Frauke Eickhoff, Judo, Welt- und Vizeeuropameisterin
- Birgit Friedrich, Judo, Europameisterin
- Silke Harenberg, Quadrathlon, Fünffache Weltcupsiegerin, Mannschaftswelt- und Europameisterin[8][9]
- Detlef Knorrek, Judo, Fünffacher deutscher Meister und Olympiateilnehmer
- Karin Kutz, Judo, Deutsche Meisterin 1983 und 1985 sowie WM-Dritte 1986 und 1987
- Oda Mielenhausen, Tischtennis
- Achim Overbeck, Kanute, Mannschaftseuropameister
- Alke Overbeck, Kanutin, Mannschaftswelt- und Europameisterin
- Anja von Rekowski, Judo, Vizeweltmeisterin und Olympiateilnehmerin